# بارتلی (ویرجینیای غربی)
بارتلی(به انگلیسی: Bartley) شهری در ایالت ویرجینیای غربی کشور ایالات متحده آمریکا است که جمعیت آن در سرشماری سال ۲۰۱۰ میلادی، ۲۲۴ نفر بوده‌است.